# Ropný zlom

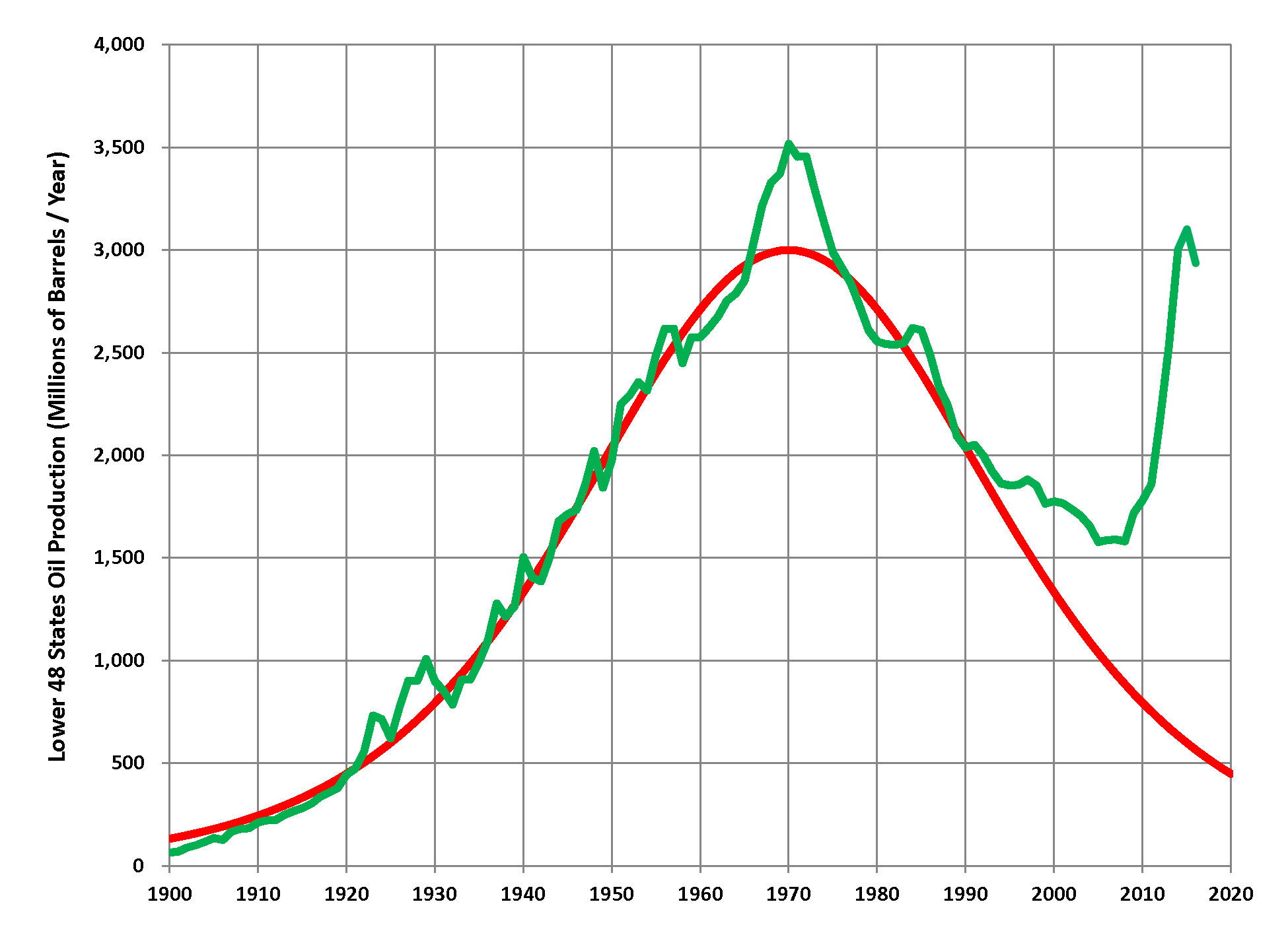
Produkce surové ropy (zeleně) v kontinentální části Spojených států a zjevně mylný Hubbertův odhad vývoje těžby (červeně). V roce 2018 bylo překonáno historické maximum produkce ropy v USA z roku 1970 a produkce nadále stoupá.

Historický vývoj nominální a reálné ceny ropy.

Ropný zlom nebo též ropný vrchol je bod, v němž těžba ropy (v rámci ložiska, státu, oblasti nebo světa) dosáhne maxima a od kterého vstupuje do fáze poklesu až ke konečnému vyčerpání. Teorie, zabývající se dlouhodobými předpověďmi spotřeby a vyčerpání ropy a dalších fosilních paliv, se nazývá Hubbertova teorie ropného zlomu a má své příznivce i kritiky. Tato teorie předpokládá, že zdroje ropy nejsou obnovitelné a říká, že její těžba v okamžiku, kdy bude vytěžena přibližně polovina světových zásob, musí z geologických důvodů nevyhnutelně dosáhnout svého vrcholu, po čemž začne klesat.
Objem vytěžené ropy podle ní v podstatě sleduje zvonovitou tzv. Hubbertovu křivku, která je derivací logistické křivky, podle níž ubývá světových zásob. Tato teorie neznamená, že po ropném vrcholu ropa náhle dojde, ale že se její těžba bude postupně snižovat a následně bude razantně stoupat její cena. Proto se také někdy mluví o „konci levné ropy“.

## Pozadí
Tato teorie byla pojmenována po americkém geologovi M. Kingovi Hubbertovi. Ten zpozoroval, že nejvíce amerických ropných nalezišť bylo objeveno počátkem 30. let 20. století, a v roce 1956 předpověděl, že těžba ropy v USA dosáhne vrcholu okolo roku 1970. V roce 1971 dosáhla skutečně těžba ropy v USA svého vrcholu a poté delší čas klesala. Díky novým technologiím, vysoké ceně ropy na světových trzích a směřování USA k surovinové soběstačnosti, začala od roku 2008 těžba ropy v USA opět rapidně růst a v roce 2018 produkce ropy dosáhla historického maxima a překonala „ropný vrchol“ z roku 1970. Tento vývoj zpochybnil Hubbertovu teorii ropného zlomu, resp. vývoj a jednoduchý tvar Gaussovy křivky produkce ropy v USA dle Hubberta.

## Těžba plynu a ropy z břidlic
S rozvojem těžby zemního plynu z břidlic (břidlicový plyn) však těžba ropy v USA začala opět stoupat, takže Spojené státy americké by měly být v roce 2015 energeticky zcela soběstačné.

### Ropné vrcholy vybraných států
- 1953 – Československo
- 1970 – Libye, Venezuela[zdroj?], Ukrajina
- 1971–1972 – USA (kromě Aljašky)
- 1974 – Írán, Turkmenistán, Bělorusko
- 1976 – Rumunsko
- 1977 – Indonésie, Nigérie
- 1978 – Trinidad a Tobago, Tádžikistán
- 1979 – Barma (dnes Myanmar)
- 1980 – Tunisko
- 1981 – Chile, Maroko
- 1983 – Peru, Albánie, Španělsko
- 1984 – Kamerun
- 1986 – Pobřeží slonoviny, Benin, Řecko
- 1987 – Tchaj-wan, Rusko[1][2]
- 1988 – Aljaška (USA)
- 1989 – Francie, Nizozemsko
- 1990 – Spojené arabské emiráty (pouze Dubaj)
- 1991 – Turecko
- 1992 – Pákistán, Japonsko
- 1995 – Sýrie, Egypt
- 1997 – Nový Zéland, Itálie
- 1998 – Argentina, Gabon
- 1999 – Anglie (Severní moře), Kolumbie
- 2000 – Austrálie, Omán, Jemen
- 2001 – Norsko
- 2003 – Mexiko[3], Dánsko[4]
- 2004 – Jihoafrická republika

Do dnešní doby dosáhlo vrcholu těžby mnoho dalších oblastí, např. Severní moře v roce 1999 (nyní v něm klesá produkce tempem 10–12 % ročně). Těžba ropy klesá v 33 ze 48 zemí, které jsou největšími producenty ropy a z 31 největších producentů u 11 těžba roste, u 7 stagnuje a u 13 klesá.
Zdroje:  a 

### Analýza
Vzhledem k tomu, že ropa je neobnovitelný zdroj energie, je téměř jisté, že podobný vrchol těžby se odehraje i v celosvětovém měřítku. Nejvíce kontroverzní na této teorii je datum, kdy má tento vrchol nastat. Sám Hubbert předpovídal okamžik světového vrcholu těžby na rok 2000. Tento odhad však pochází z doby před ropnými šoky ze 70. a hospodářskou recesí začátku 80. let, v jejichž důsledku se poptávka po ropě snížila a tím oddálil vrchol její těžby.
Pokud Hubbertova teorie opravdu platí, bude to mít pro lidstvo závažné důsledky vzhledem k důležitosti ropy pro světovou ekonomiku. Názory na možný následující vývoj se různí, od optimistické víry, že trh vždy na všechno najde řešení, až po katastrofické scénáře kolapsu civilizace. Vzhledem k obrovskému počtu neznámých a velkému množství nejasností, které halí prakticky celou ropnou problematiku, jsou názory dané často spíše politickou a ideovou orientací autorů než skutečnou analýzou problému.

## Kolik ropy zbývá?
Za předpokladu současného objemu těžby vystačí známé zásoby ropy na dalších 43 let. První problém je právě v předpokladu stálé úrovně těžby. Další problém je v ne zcela věrohodné povaze oficiálních údajů o ropných rezervách. Mezi roky 1980 a 2004 se oficiálně udávané rezervy zvýšily z 667 na 1 189 gigabarelů, aniž by to doprovázel odpovídající trend v objevech nových ropných nalezišť. Křivka nových objevů dosáhla vrcholu v šedesátých letech a od té doby neustále klesá a od roku 1980 spotřebovává lidstvo každý rok více ropy, než činí nové objevy.
Ropné rezervy jsou obecně pouze odhady. Nejčastěji se pro jednotlivá ropná pole udávají hodnoty P90, P50 a P10 (množství ropy, které naleziště obsahuje s 90%, 50% a 10% pravděpodobností. Např. určité pole obsahuje s 90% pravděpodobností 500 mil. barelů, ale je tu 10% možnost, že obsahuje o 1500 mil. barelů víc). Velké rozpětí hodnot a složitost problematiky poskytují velký prostor pro manipulace. Jednotlivé země mají řadu pohnutek pro nadsazování svých údajů, např. kvůli výhodnějším podmínkám při čerpání úvěrů od Světové banky. Produkční kvóty členských zemí sdružení OPEC jsou navíc vypočítávány podle jimi udávaných rezerv.
Vzhledem k symetričnosti Hubbertovy křivky a skutečnosti, že se ropa ve větším měřítku začala těžit asi před 150 lety, se podle Hubbertovy teorie dá očekávat, že těžba ropy bude po svém vrcholu pokračovat ještě dalších 150 let, ovšem na stále klesající úrovni produkce.
Podle jiných názorů však sklon klesající části křivky bude strmější, neboť díky technologickému pokroku bude možno zachovat vysokou těžbu až do značného vyčerpání ropných polí. Ropní producenti budou motivováni zvyšovat těžbu, aby zabránili nedostatku ropy a předčasnému rozvoji alternativ, z obav z poklesu spotřeby ropy a pádu cen. Z tohoto důvodu lze předpokládat, že pokles těžby ropy bude rychlejší a její ceny vyšší. Alternativní technologie díky předešlému pomalému rozvoji nebudou tak rychle schopny pokrýt vysokou poptávku, čímž dojde k celosvětovému prudkému hospodářskému poklesu.

## Tvar křivky
Podle Hubbertova modelu je na začátku produkce na novém ropném poli malá, protože ještě není vybudována všechna potřebná infrastruktura. Jak jsou uváděna do provozu stále účinnější těžební zařízení, produkce stoupá. V určitém bodě je dosaženo maxima, které nelze překonat ani s lepší technologií ani s dalšími vrty. Po tomto vrcholu těžba nejprve pomalu, pak stále více klesá. Ještě předtím než je naleziště zcela vyčerpáno, je dosaženo bodu, kdy je další těžba neekonomická a pole je opuštěno.
Když se uprostřed 19. století začalo s produkcí ropy, na největších nalezištích se dařilo vytěžit 100 barelů na každý jednotlivý barel ropy využité při těžbě, dopravě a zpracování. Tento poměr je často označován jako EROEI (podíl energie získané k energii vložené). Tento poměr se s postupem času stále snižuje. Nyní se pohybuje mezi 3:1 (USA) až 10:1 (Saúdská Arábie). Důvodem je zvyšující se obtížnost těžby, jak se původní ložiska postupně vyčerpávají. Jakmile tento poměr klesne na 1:1, nemá dál ekonomický smysl těžit ropu jako energetický zdroj a energie se musí získávat z alternativních zdrojů.

## Odhadnutí doby dosažení vrcholu
Kontroverzní ASPO (Asociace pro studium ropného vrcholu), kterou založil geolog Collin Campbell, roku 2000 předpověděla globální vrchol pro konvenční ropu v roce 2005, pro zemní plyn pak někdy mezi lety 2010 a 2020. Mezinárodní agentura pro energii (IEA) očekávala vrchol těžby konvenční ropy v zemích mimo sdružení OPEC krátce po roce 2010, nicméně spotřeba energie ve světě se podle ní má mezi lety 2003 a 2030 zvýšit o více než 70 %.
Podle některých zdrojů vyplývá z oficiálních statistik kartelu OPEC, že tzv. lehká sladká ropa (light sweet) se už nyní nachází za vrcholem těžby a její produkce klesá. Tento typ ropy je nejžádanější, protože se nejsnáze zpracovává, a zřejmě bude také nejdříve vyčerpán. Současný nedostatek rafinérských kapacit je podle těchto názorů dán právě tím, že rafinérie nejsou připraveny na zpracovávání většího množství těžší ropy s větším obsahem síry, např. z Blízkého východu.

### Nová ropná ložiska
Zda se podaří najít nová velká ropná ložiska, je sporné. Podle některých odborníků by dlouhodobě zvýšená cena ropy mohla podpořit průzkumy zatím nedostatečně zmapovaných oblastí, jako je Sibiř nebo dokonce oblasti Severního a Jižního pólu. Rozjezd těžby nekonvenční ropy si v každém případě vyžádá mnoho let a masivní investice.

### Lepší využití stávajících ložisek
Se současnými technikami nelze ropná naleziště zcela vyčerpat, většina ropy (asi 66 %) zůstane v zemi.[zdroj?] Při stoupající ceně ropy by se mohlo vyplatit používat nákladnější způsoby těžby a dosáhnout tak dokonalejšího využití nalezišť. Podle některých expertů je nadměrné, ze strany vyspělých zemí často požadované, zvyšování těžby (např. pomocí vodní injektáže) škodlivé, neboť může výrazně zkrátit životnost ropných polí.

## Možné důsledky ropného vrcholu
Vrchol ropné těžby by zřejmě způsobil globální nedostatek ropy a razantní nárůst její ceny. Tento ropný šok by se zásadně lišil od minulých ropných krizí, protože by byl trvalý. Důsledky tohoto nedostatku by závisely na tempu poklesu těžby a na dostupnosti alternativních zdrojů. S ropou více či méně přímo souvisejí celá průmyslová odvětví, která mají rozsáhlou, desítky let budovanou infrastrukturu. Spolu s poklesem významu ropy bude třeba vyřešit, jak ji sanovat, konvertovat na infrastrukturu alternativní nebo obecně co nejefektivněji zužitkovat. Pokud by levné alternativy nebyly k dispozici, vyústila by situace v nedostatek mnoha zboží a služeb, závislých na ropě, což by vedlo ke snížení životní úrovně nejprve v chudších zemích a nakonec na celém světě. Následují různé scénáře dalšího vývoje.

### Katastrofa
Hospodářský růst a prosperita od průmyslové revoluce závisely velkou měrou na používání ropy a dalších fosilních paliv. Někteří si proto myslí, že eventuální pokles těžby ropy by měl drastický dopad na lidskou kulturu a moderní technologickou civilizaci, která je nyní značně závislá na ropě jako zdroji paliva a surovině pro chemický průmysl.
Na ropě je vysoce závislé i moderní zemědělství, které od čtyřicátých let dramaticky zvýšilo svou produktivitu, hlavně díky používání mechanizace, průmyslových hnojiv a pesticidů. Tato „Zelená revoluce“ umožnila výrazný nárůst světové populace. Pesticidy se vyrábějí z ropy, hnojiva z ropy a zemního plynu a zemědělské stroje vyžadují ke svému pohonu palivo, které je zatím také většinou ropného původu. Na každou kalorii, kterou člověk sní, připadá 5–15 kalorií, nutných k produkci a dopravě potravin. Proto někteří předpovídají, že nedostatek ropy povede ke kolapsu moderního průmyslového zemědělství a k nedostatku potravin. Podle některých názorů byl nedostatek ropy v Severní Koreji, daný rozpadem sovětského bloku, vedle ekonomické neschopnosti komunistické vlády a opakovaného sucha, hlavní příčinou místních hladomorů v devadesátých letech. Zásadně, i když s ne tak katastrofálními následky postihl nedostatek ropy i kubánské hospodářství.
Nedostatek ropy by mohl způsobit návrat k ekologickému zemědělství, které by zřejmě vyžadovalo více pracovních sil a které by si vynutilo přesuny obyvatelstva z měst na venkov.
Tento vývoj může mít negativní dopad i na životní prostředí, jak bude lidstvo nuceno stále více využívat méně ekologické zdroje energie jako uhlí.
Neúnosné ceny ropy a jejích derivátů zcela jistě ovlivní dosavadní automobilový průmysl – předpokládané snížení osobní dopravy potažmo emisí výfukových plynů pravděpodobně vystřídá změnu strategie ze strany automobilek a začátek výroby dopravních prostředků na pohonu jiném než tom, jehož základem je spalování fosilních paliv.

### Ekonomická recese
Mírnější scénář, předpokládající pozvolnější pokles těžby ropy a hladký přesun k alternativním zdrojům energie, zahrnuje ekonomickou recesi, vyvolanou vysokými cenami energií. V minulosti zdražení ropy těsně souviselo s obdobími inflace a hospodářské stagnace. S tímto nesouhlasí mnozí ekonomové, podle nichž je nyní světové hospodářství méně závislé na ropě, než bylo během dřívějších ropných krizí. Na druhou stranu, ropné šoky v minulosti byly vždy relativně krátkodobé záležitosti. Možný budoucí nedostatek ropy by byl trvalý.

### Tržní řešení
Podle řady ekonomů vzrůst cen ropy bude stimulovat investice do alternativních zdrojů energie a/nebo růst efektivity stávajících technologií těžby a spotřeby ropy a/nebo pokles poptávky po ropě, a tím plynule sám odstraní všechny vzniklé problémy.
Kritici tohoto scénáře poukazují na nedostatek času, který zřejmě zbývá, a považují za lepší zahájit předběžná opatření hned, dokud je ještě prostor pro manévrování, než čekat na působení trhu.
Naopak, kritici nadnárodních těžařských společností a výrobců automobilů, kteří tyto korporace obviňují z odkupování patentů na alternativní zdroje energie a jejich 'držení pod pokličkou' za účelem podržení si zisku ze stávajících technologií, tvrdí, že v okamžiku, kdy tyto technologie přestanou být lukrativní, korporace tato svá aktiva využijí.

## Alternativy ropy
Hubbertova teorie je znepokojivá hlavně proto, že v současnosti neexistuje dostatek jiných levných zdrojů energie, které by mohly ropu plně nahradit. Vývoj alternativ a vybudování potřebné infrastruktury si patrně vyžádá velké investice a zabere minimálně 10 let.
Během tohoto přechodného období bude nutné snížit spotřebu ropy pomocí úspor, např. převedením dálkové nákladní dopravy na železnici a decentralizací výroby potravin, tj. větším využíváním místní zemědělské produkce.
Kapalné uhlovodíky mohou být vyrobeny z oxidu uhličitého, oxidu uhelnatého a metanu pomocí Fisher-Tropschovy syntézy za cenu dodání energie. Zdrojem metanu může být zemní plyn, zdrojem CO2 a CO je uhlí nebo biomasa. Termální depolymerizací lze naopak na uhlovodíky s kratším řetězcem štěpit komplexní organické materiály, nejčastěji biomasu ale i plastový odpad nebo čistírenské odpadní kaly.
Suroviny pro výrobu plastů lze získat z rostlinných olejů nebo (přes ethylén) z bioetanolu.
Jako náhradní řešení pro pohon automobilů mohou být použity v první řadě díky vysoké efektivitě elektromobily, další alternativy tak příznivé nejsou, jako například zemní plyn, bionafta, bioetanol, dřevoplyn, vodík. Hybridní pohon či dobíjitelný hybrid (plug-in hybrid) v kombinaci předešlého může být přechodnou střednědobou strategií.
Budoucí masové využívání vodíkového pohonu je podle řady studií nereálné jednak z důvodu náročnosti výroby vodíku z elektřiny jako energetického nosiče a také kvůli astronomické ceně těchto vozidel, o neexistující masové vodíkové infrastruktuře nemluvě. Na druhé straně přechod na plné bateriové elektromobily by podle propočtu zatížilo elektrickou síť jen o cca 25 % díky nočnímu nabíjení [zdroj?]. Tuto transformaci je z technologického pohledu možné provést okamžitě, již stávající technika vyhovuje požadavkům běžného provozu [zdroj?]. Nedořešený problém elektromobilů je nedostatečná hustota energie akumulátorů, která má vliv na velikost, hmotnost a cenu akumulátorů, dojezd a užitečnou hmotnost vozidel. Hustota energie drahých LiON akumulátorů je stále asi 20x menší než hustota energie v naftě. Další problém je rychlost 'nabíjení' (Joule / min.), která je u nafty několiksetkrát vyšší než u elektromobilu. 
Vzrůst cen ropy by ovšem zřejmě zvýšil i ceny jiných paliv. Ceny zemního plynu jsou do velké míry na cenách ropy závislé, ropné produkty se používají pro pohon těžebních zařízení při dobývání uhlí a také v zemědělství. To vše přechod na alternativní paliva ztíží a akcentuje to roli, kterou budou hrát úspory energií.

## Kritika Hubbertovy teorie
Kritici jako např. Leonardo Maugeri poukazují na fakt, že tato teorie prakticky nebere v úvahu nekonvenční ropu, přestože její zdroje jsou značné a náklady na její těžbu, i když stále vysoké, se snižují díky novým technologiím (její těžba nicméně pravděpodobně nikdy nebude tak výnosná jako těžba současné „lehké“ ropy). Dále uvádí, že od roku 1980 se vytěžitelnost ropných ložisek opět díky novým technologiím zvýšila z 22 % na dnešních 35 %, a předpovídá, že tento trend bude dále pokračovat.
Lindsey Williams v jedné z přednášek na Granada Forum zpochybnil akutnost teorie ropného zlomu, informoval (podle jeho slov „z první ruky“) velkých, však utajených rezervách na Aljašce a obvinil elity finančního a těžařského průmyslu z umělého vyvolávání paniky, která zvyšuje cenu ropy a tím i zisky těžařských firem. Doslova uvedl, že „svět se ropnému zlomu ani zdaleka nepřiblížil“ a „benzín a nafta by mohly stát méně než 1,50 dolaru za galon“.
Další kritici, jako je ekonom Michael Lynch, zpochybňují ohlašované datum ropného vrcholu. Stoupenci Hubbertovy teorie na to odpovídají, že konkrétní datum není zásadně důležité a je mnohem lepší začít investovat do alternativních zdrojů dříve než později vzhledem k tomu, že jejich vývoj zabere 10 až 20 let.

## Nastal již zlom?
- Z několika posledních článků z dubna až května 2007 na anglickém serveru The Oil Drum vyplývá, že ropné pole Ghawar na východě království Saúdské Arábie (které je největší v této zemi i na světě) je již za svým vrcholem.[7] Jako jeden z prvních o tom svou analýzu zveřejnil Stuard Stanifold, podle které Saúdská Arábie již nebude moci zvyšovat produkci ropy.[8] Ghawar až doposud dodávalo celých 6,25 % veškeré světové produkce a pokud by se ocitlo za vrcholem, ocitá se za vrcholem i celosvětová produkce. Podle debat na tomto serveru se hovoří o kontrolovaném poklesu saúdské produkce okolo 5 % ročně, což je tempo považované za mezní hodnotu mezi kontrolovaným poklesem a ekonomickou recesí.
- Studie německého Energy Watch, zveřejněná 22. října 2007 v listu The Guardian tvrdí, že:
  - ropný zlom nastal v roce 2006,
  - produkce ropy bude klesat 7 % ročně.[9]
- Saddáh al-Hussejní, bývalý šéf saúdskoarabské státní těžební společnosti Saudi Aramco, v jednom z rozhovorů řekl, že „ropa je za zlomem“.[10]
- V roce 2010 U.S. Energy Information Administration (EIA) vydala ve své výroční zprávě průběh globální ropné produkce, která (vedle několika až příliš optimistických odhadů do budoucna) ukázala, že skutečná ropná produkce mezi roky 2009 a 2010 klesla.[11]
- V říjnu 2010 bylo v oficiální zprávě mapující ropné rezervy Ruska zveřejněno, že země má méně než 25 % své vytěžitelné ropy a v příštím desetiletí ruská ropná produkce klesne o 20 %.[12]
- V listopadu 2010 na veřejnost unikla studie „Peak Oil“ od německého armádního think-tanku. Ta odhaduje ropný zlom někdy kolem let 2010 s tím, že důležitější než přesné datum jsou kritické systémové důsledky a hrozby z toho vyplývající. Zpráva poměrně neútěšně hovoří o možném kolapsu mezinárodního ekonomického systému, konci spolupráce mezi státy a soutěži o energetické zdroje s politickými důsledky.[13]
- V únoru 2011 zveřejnila média únik kabelogramu Johna Vidala (prezentovaný na WikiLeaks) hovořící o tom, že Saúdská Arábie má své odhady zásob ropy nadsazené o 300 mld. barelů, tj. 40 %, vyšší než jaká je skutečnost.[14]
- Univerzitní výzkumníci James Murray a David King publikovali na přelomu let 2011/2012 v prestižním časopise Nature studi, ve které shrnuli, že k ropnému zlomu došlo a těžba ropy od roku 2005 zhruba stagnuje i přes to, že poptávka po ní stoupá.[15][16]
- Dle údajů výzkumné společnosti IHS byly nově objevené zásoby ropy a zemního plynu v roce 2014 nejnižší za posledních minimálně 20 let. To by mělo ovlivnit dodávky po roce 2020. Společnost uvádí, že: „Počet nových nálezů a jejich velikost klesá poměrně alarmující rychlostí“.[17]

### Audiovizuální dokumenty
- Oil Apocalypse – dokument z produkce History Channel
- Oil, Smoke & Mirrors – středometrážní dokument, diskutující o ropném zlomu a jeho dopadu ústy několika expertů ()
- M. K. Hubbert mluví o ropném zlomu (video z roku 1976)
- The Energy Non-Crisis, Lindsey Williams zpochybňuje peak oil ve své 75minutové přednášce na Granada Forum
- The End of Suburbia: Oil Depletion and the Collapse of The American Dream (2004), režie Gregory Greene, 89 minut (dopad ropného zlomu na americký životní styl)
- The Power of Community: How Cuba Survived Peak Oil, režie Faith Morgan, 41 minut